# Back to Love (Vanessa Amorosi)
Back to Love è il quinto album in studio della cantautrice australiana Vanessa Amorosi, pubblicato nel 2019, a dieci anni di distanza dal precedente.

## Tracce
1. Hello Me – 3:27
2. Better Off – 3:15
3. Heavy Lies the Head – 3:27
4. Gimme Your Love – 3:00
5. The Truth Will Set You Free – 3:09
6. Back to Love – 3:14
7. Run – 3:19
8. Lessons of Love – 3:10
9. BTW – 3:15
10. Personal – 3:06
11. Love Me Like You Mean It – 3:11